# Trương Vô Kỵ
Trương Vô Kỵ (chữ Hán: 張無忌) là nhân vật nam chính trong bộ tiểu thuyết Ỷ Thiên Đồ Long ký của nhà văn Trung Quốc Kim Dung.

## Cuộc đời

### Tuổi thơ
Trương Vô Kỵ là con trai của Võ Đang Trương Ngũ Hiệp Trương Thúy Sơn và Thiên Ưng Tử Vi đường chủ Ân Tố Tố (Ân Tố Tố là con gái của Bạch Mi Ưng Vương Ân Thiên Chính). Lúc mới sinh ra Trương Vô Kỵ đã sống trên Băng Hỏa đảo cùng với cha mẹ và nghĩa phụ Tạ Tốn. Cái tên Vô Kỵ được Tạ Tốn đặt theo tên đứa con đã bị Hỗn Nguyên Tích Lịch Thủ Thành Côn giết chết khi vừa mới chào đời. Cuộc đời của Trương Vô Kỵ trải qua nhiều trăm đắng ngàn cay, từ nhỏ đã phải chứng kiến cái chết của cả cha và mẹ, sau đó lại bị trúng Huyền Minh Thần Chưởng của Huyền Minh nhị lão tưởng như chết đi sống lại. Được Thái cực tôn sư Trương Tam Phong tìm mọi cách cứu chữa nhưng không thể nào giải hết được chất độc trong người.
Trương Vô Kỵ được Thường Ngộ Xuân - nhân vật có thật phò tá Chu Nguyên Cương xây dựng nên triều Minh - dẫn đến Hồ Điệp cốc để gặp "Thần y" Hồ Thanh Ngưu để chữa hàn độc trong người. Sau đó Trương Vô Kỵ với bản tính thông minh đã lĩnh hội toàn bộ y thuật của Hồ Thanh Ngưu và trở thành một lang trung giỏi. Vốn tính hiền lành, lại sống nhiều năm ở hoang đảo nên Trương Vô Kỵ bị cha con Chu Trường Linh lừa gạt. Họ Chu đã dùng tình cảm cha con của Trương Vô Kỵ cùng với sắc đẹp của con gái Chu Cửu Chân để dụ Vô Kỵ nói ra tung tích của Tạ Tốn. Rất may là Trương Vô Kỵ đã tình cờ phát hiện ra âm mưu thâm độc này và bỏ trốn rồi bị đuổi tới vực thẳm và rơi xuống cùng Chu Trường Linh. Vô Kỵ đã may mắn bò vào được một sơn cốc thông qua một cái hang mà Chu Trường Linh không thể qua được vì người quá to. Tại đây Trương Vô Kỵ đã vô tình luyện được Cửu Dương chân kinh lấy được trong bụng con bạch hầu và hàn độc của Huyền Minh thần chưởng cũng tiêu tan.
Sau khi ra khỏi cốc, lại một lần nữa Trương Vô Kỵ lại bị Chu Trường Linh dùng kế đẩy xuống vực sâu nhưng may mắn chỉ bị gãy chân còn Chu Trường Linh đã bị kẹt lại trong hốc đá mà chết.

### Xuất hiện trên giang hồ
Trương Vô Kỵ gặp được Ân Ly - là anh em con cậu của mình và được cô ta chăm sóc vết thương - sau đó đụng độ với phái Nga Mi và nhận ra người quen cũ là Chu Chỉ Nhược - cô gái từng chăm sóc cho anh lúc còn nhỏ khi đi trên sông Hán Thủy cùng Trương Tam Phong. Trương Vô Kỵ đã gặp Dương Bất Hối và Tiểu Chiêu tại Quang Minh đỉnh, khi đó lục đại môn phái đang vây đánh Minh giáo và Minh giáo đang rơi vào cảnh khó khăn trăm bề. Nhờ Tiểu Chiêu, Trương Vô Kỵ đã học được tâm pháp tối cao  Càn Khôn Đại Na Di. Sau đó nhờ tuyệt học này cùng với Cửu Dương thần công, Trương Vô Kỵ đã ra tay bảo vệ cho Minh giáo với việc đánh bại tất cả các cao thủ của lục đại môn phái.

### Giáo chủ Minh giáo
Được quần hùng trong Minh giáo tôn làm giáo chủ thứ 33, Trương Vô Kỵ đã giúp cho Minh Giáo từ một giáo hội được coi là ma quỷ trong mắt mọi người trở thành thủ lĩnh của cuộc chiến lật đổ nhà Nguyên đồng thời đưa Trương Vô Kỵ trở thành một người anh hùng kiệt xuất trong mắt hào kiệt giang hồ qua các trận chiến như Quang Minh đỉnh, giải cứu lục đại môn phái tại Vạn An tự, phá âm mưu "Tiên trừ Thiếu Lâm, hậu diệt Võ Đang" của Triều đình nhà Nguyên.

## Võ công
- Vô Kỵ từ nhỏ sinh ra ở trên Băng Hỏa đảo, đã tỏ ra là một cậu bé chăm chỉ và ham học hỏi, lại có một tấm lòng nhân nghĩa và rộng lượng. Ở trên Băng Hỏa đảo Vô Kỵ được cha dạy Võ Đang Trường Quyền nhập môn cơ bản của phái Võ Đang, được Tạ Tốn truyền thụ khẩu quyết của các môn võ công cao cường trong đó có cả Thất Thương Quyền.
- Khi Vô Kỵ về đến Trung Nguyên thì gặp biến cố cha mẹ tự sát, lại bị trúng Huyền Minh thần chưởng âm độc vô tỉ, nhờ có Trương Tam Phong hết sức cứu chữa và truyền thụ tâm pháp Võ Đang Cửu Dương Công nên mới tạm thời giữ được tính mạng.
- Bước ngoặt trong hành trình học võ công của Trương Vô Kỵ là khi chàng vô tình tìm được bí kíp Cửu Dương Chân Kinh, từ đó Vô Kỵ luyện theo và có được nội công Cửu Dương Thần Công hùng hậu bậc nhất.
- Nhờ có Cửu Dương Thần Công cùng với hiểu biết tinh thông y lý, Vô Kỵ đã học được đến tầng thứ 7 của tâm pháp thượng thừa Càn khôn đại na di uy trấn của Minh giáo, và cũng từ đó hiểu biết về võ công của Vô Kỵ không ngừng tăng tiến.
- Trong trận chiến bảo vệ núi Võ Đang, Vô Kỵ được tôn sư Trương Tam Phong truyền thụ hai tuyệt kỹ võ công mà ông vô cùng tâm đắc là Thái Cực quyền và Thái Cực kiếm, với yếu chỉ lấy nhu để chế cương, lấy tĩnh để chế động, lấy tròn để chế vuông, đồng thời được Trương Tam Phong chỉ điểm thêm về những điều thâm sâu bí ảo trong võ học.Cũng nhờ Cửu Dương Thần công Trương Vô Kỵ dù thiên phú không bằng Trương Thuý Sơn đã học được Thái Cực Quyền và Thái Cực kiếm . Cũng có thể nói dù thiên phú không cao nhưng do tinh thông Cửu Dương Thần công đã phần nào giúp Trương Vô Kỵ có được sự lĩnh ngộ trong võ học cực cao
- Sau này đoạt được Thánh hỏa lệnh của Minh giáo Ba Tư, Vô Kỵ nhờ có Tiểu Chiêu dịch chữ Ba Tư nên đã học thêm được nhiều loại võ công Ba Tư trong Thánh hỏa lệnh.

Có thể thấy cuộc đời của Trương Vô Kỵ trải qua rất nhiều biến cố, nhưng do có nhiều kỳ duyên cùng với ngộ tính của mình, Vô Kỵ đã lần lượt học được nhiều môn tuyệt học thượng thừa, không những trở thành Giáo chủ Minh giáo được mọi người nể phục mà đến cuối truyện Ỷ thiên đồ long ký, Vô Kỵ đã trở thành người có một thân võ công cái thế, được mọi người suy tôn làm Minh chủ võ lâm, thống lãnh quần hùng.

## Những mối tình
Trương Vô Kỵ đã gặp 4 người con gái cùng yêu chàng sâu đậm. Đó là Ân Ly (Thù Nhi), Tiểu Chiêu, Chu Chỉ Nhược và Triệu Mẫn.
Mối tình với Ân Ly
Ân Ly hay còn có tên là Thù Nhi, ngay từ khoảnh khắc đầu tiên gặp Thù Nhi, anh chàng đã khiến cô gái này sững người vì quá điển trai. Tuy là một cô gái xấu xí vì luyện Thiên thù vạn độc thủ nhưng Thù Nhi rất yêu Vô Kỵ. Cô nguyện chỉ yêu một mình Vô Kỵ, nhưng là một Trương Vô Kỵ trong tưởng tượng của riêng mình.
Mối tình với Tiểu Chiêu
Tiểu Chiêu là con lai giữa Ba Tư và Hán, là con gái Kim Hoa Bà Bà và Hàn Thiên Diệp. Nàng rất dịu dàng, thương yêu Vô Kỵ thầm lặng, không ghen tuông, không giận chàng. Nàng xinh đẹp, đảm đang, tính tình có phần trẻ con dễ thương. Nếu như nàng không quay về Ba Tư làm giáo chủ Minh giáo Ba Tư để thay tội thất tiết cho mẹ mình, có lẽ mối tình này đã có kết thúc hoàn hảo.
Mối tình với Chu Chỉ Nhược
Chu Chỉ Nhược - chưởng môn nhân xinh đẹp của phái Nga Mi có một mối tình đẹp với Trương Vô Kỵ, tuy nhiên trong mối tình đó lại đầy rẫy sự ghen tuông và hiểm độc. Chu Chỉ Nhược rất yêu Trương Vô Kỵ, tuy nhiên vì quá say đắm chàng, Chu Chỉ Nhược ích kỉ không muốn cô gái nào thân thiết với Trương Vô Kỵ. Trên Linh Xà đảo, vì lời thề với sư phụ Diệt Tuyệt sư thái, nàng đã lừa Vô Kỵ và Tạ Tốn để đoạt Đồ Long đao, ra tay hạ sát Ân Ly, bỏ trôi và đổ tội cho Triệu Mẫn - Quận chúa Nhữ Dương Vương, Trương Vô Kỵ nghi oan Triệu Mẫn và đính ước với nàng. Tuy nhiên, Triệu Mẫn đã xuất hiện phá ngày đám cưới của nàng và Trương Vô Kỵ, bắt Vô Kỵ theo mình đi cứu Tạ Tốn, Chu Chỉ Nhược đã gây thương tích cho Triệu Mẫn làm Quận chúa suýt mất mạng. Chính vì sự ích kỷ trong tình yêu và luyện sai bí kíp Cửu Âm chân kinh cấp tốc đã khiến Chu Chỉ Nhược dần trượt dài vào tà lộ. May mắn là cuối cùng đã được Vô Kỵ dùng Cửu dương chân kinh hóa giải, Ân Ly cũng không chết, Tạ Tốn bình an vô sự, Đồ Long đao về tay Vô Kỵ khiến cho mọi ám ảnh, dày vò tỗi lỗi trong nàng cũng đã hết. Chu Chỉ Nhược giảng hòa với Triệu Mẫn, Ân Ly và Trương Vô Kỵ. 
Mối tình với Triệu Mẫn
Một trong những bước ngoặt của cuộc đời Trương Vô Kỵ là gặp Triệu Mẫn, quận chúa của Nhữ Dương Vương, tuy là oan gia, 2 người ở 2 thế đối nghịch nhau nhưng tình yêu của họ ngày càng sâu đậm dù trải qua bao nhiêu khó khăn sóng gió. Triệu Mẫn là người xinh đẹp, thông minh, đôi khi khá tinh nghịch và sâu sắc nhưng cũng rất si tình. Dù được cả bốn cô gái yêu say đắm, nhưng đến cuối cùng Trương Vô Kỵ chỉ có tình yêu thật lòng với Quận chúa Triệu Mẫn, chẳng qua Trương Vô Kỵ quá nhu nhược, không phân biệt được giữa tình cảm dành cho Triệu Mẫn với Chu Chỉ Nhược, Ân Ly (Thù Nhi) và Tiểu Chiêu. Triệu Mẫn đã hi sinh rất nhiều cho Trương Vô Kỵ, luôn ở bên cạnh Trương Vô Kỵ khi chàng gặp khó khăn, đau khổ. Cuối cùng, Trương Vô Kỵ không thể phủ nhận mình yêu cô gái này. Chuyện tình của họ rất lãng mạn, nhưng cũng rắc rối không ít. 
Kết cục
Đoạn kết của truyện có nội dung mở: Vô Kỵ cuối cùng vẫn nặng lòng nhớ nhung với cả bốn cô gái, vẫn muốn kết hôn với họ. Anh cùng Triệu Mẫn tới Mông Cổ chung sống, nhưng không rõ 3 người kia (Chu Chỉ Nhược, Ân Hương Ly, Tiểu Chiêu) sau này có đi theo chàng hay không.

## Tác phẩm liên quan
Cuốn Vô Kỵ giữa chúng ta hay là hiện tượng Kim Dung không xét tới bộ truyện ưu tú Lộc Đỉnh ký, vì khi ấy bộ truyện này chưa ra đời. Tập sách chỉ xoay quanh Thiên long bát bộ, Anh hùng xạ điêu, Thần điêu đại hiệp, Ỷ Thiên Đồ Long ký, với những phân tích về võ công, về nội lực, về tính cách nhân vật và những triết lý ẩn chứa trong tiểu thuyết võ hiệp Kim Dung. Ở đoạn mở đầu, Đỗ Long Vân tỏ ý muốn tìm ra câu giải đáp cho cái gọi là "hiện tượng Kim Dung" ở khắp Việt Nam Cộng hòa thời ấy. Sách được xuất bản lần đầu tiên năm 1967 in tại nhà in Trình Bày, Sài Gòn.
Cuốn tiểu luận được viết bằng bút pháp ấn tượng, với tầm nhìn sâu rộng và những phân tích tỉ mỉ, nên nhanh chóng nhận được sự hoan nghênh của người đọc. Nguyên Sa đánh giá cao tác phẩm này, còn Bùi Giáng thì tỏ ra hết sức khâm phục, ông thường nhắc đến cuốn sách trong các bài luận kiếm hiệp của mình như một đỉnh cao khó vươn tới.
Bùi Giáng trong "Thi Ca tư tưởng", trong lúc nói về Đỗ Long Vân:
Cuốn sách của ông bàn về Kim Dung nằm trong vùng tư tưởng thâm viễn như cuốn Nho Giáo của Trần Trọng Kim. Chẳng những giúp người Việt Nam hiểu tư tưởng lớn của thiên tài Trung Hoa, mà còn khiến người Trung Hoa, người Đông Phương, Tây Phương nói chung ngày sau sực tỉnh. Tầm quan trọng của cuốn sách kia quả thật rộng rãi không cùng.
Tôi có thể đưa ra vài nhận định khác của ông ở đôi chi tiết. Nhưng không cần. Điều cốt yếu, ông đã nói xong, và những dư vang vô số sẽ tỏa khắp mọi chốn. Và sẽ còn khiến người ta thể hội cái mạch thẳm trong những tác phẩm của những thiên tài xưa nay, bất luận là Đông Phương hay Tây Phương.
Sách tôi bị cháy hết, nhưng tôi sẽ tìm riêng cuốn "Trương Vô Kỵ Giữa Chúng Ta" để đọc lại nhiều lần...

## Trong Phim ảnh
Các phiên bản:
- 1978: Trịnh Thiếu Thu
- 1984: Lưu Đức Khải
- 1986: Lương Triều Vỹ
- 1993: Lý Liên Kiệt
- 1994: Mã Cảnh Đào
- 2000: Ngô Khải Hoa
- 2003: Tô Hữu Bằng
- 2009: Đặng Siêu
- 2019: Tăng Thuấn Hy